# Tremplin de saut à ski
Pour les articles homonymes, voir tremplin.

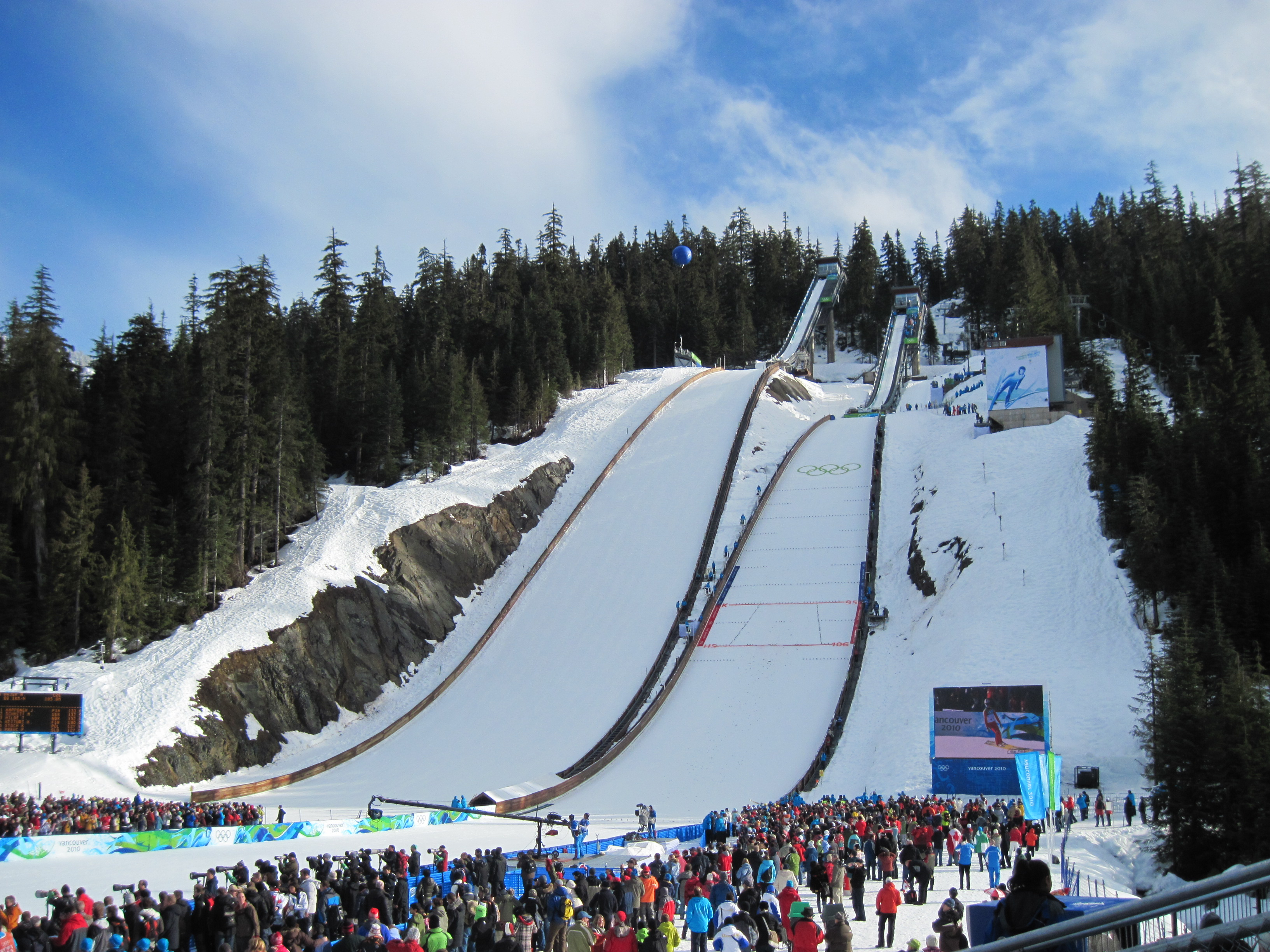
Tremplin de saut à ski de Whistler.

Un tremplin de saut à ski est un équipement sportif utilisé pour le saut à ski.

## En France

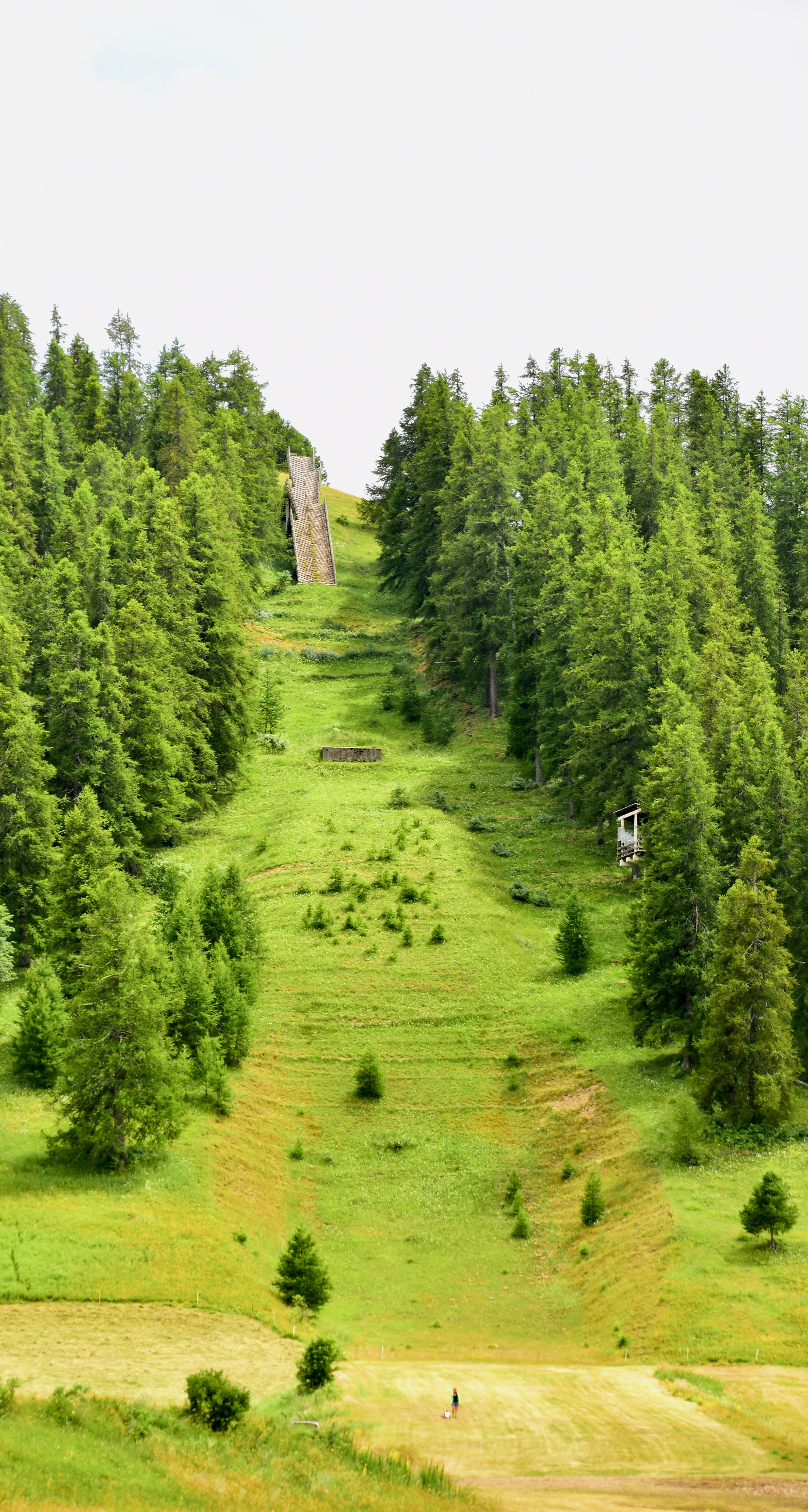
Tremplin en Bois des Launes

La station de Beuil les Launes dispose de deux anciens tremplin de saut à ski.
Tremplin du Dauphiné
Tremplin du Claret
Tremplin des Bas-Rupts

Tremplin de Barèges

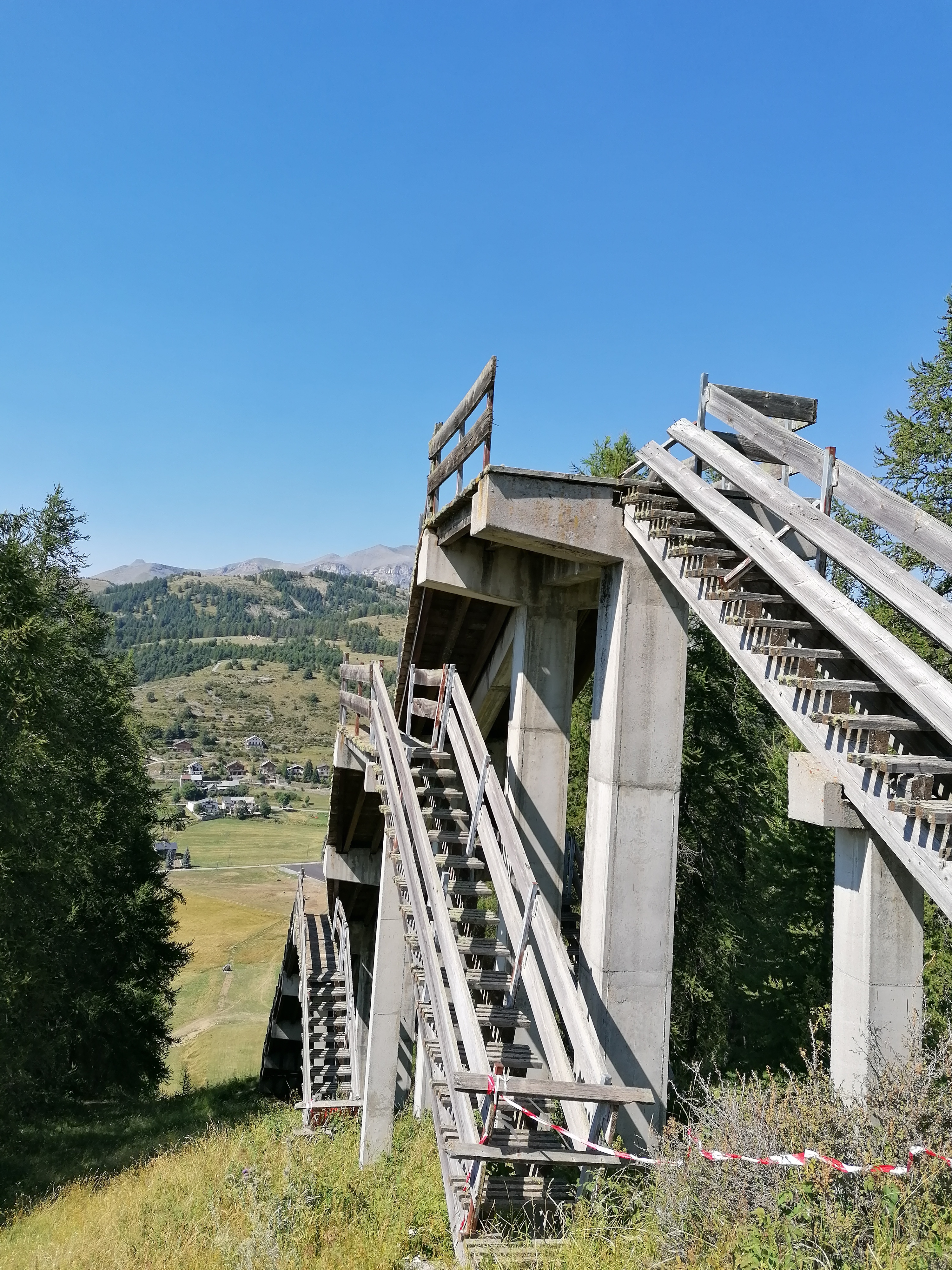
Beuil les Launes